# Campylomormyrus
Campylomormyrus es un género de pez elefante en la familia Mormyridae. Es endémico de África, y aunque actualmente se aceptan al menos catorce especies —en virtud de la revisión taxonómica realizada por Poll—, su número todavía está sujeto a debate dado que la cantidad exacta que la literatura acepta varía desde tres a dieciséis —en virtud de los análisis morfológicos realizados por sus autores.
Está distribuido por diversas cuencas hidrográficas africanas como el Congo, Volta, Níger y Tchad/Shari, entre otros. Puede alcanzar un tamaño aproximado de 455 mm.
Respecto al estado de conservación, se puede indicar que de acuerdo a la IUCN, la mayoría de las especies de este género pueden catalogarse en la categoría de «menos preocupante (LC o LR/lc)», salvo en el caso del Campylomormyrus bredoi, que se encuentra en la categoría «vulnerable (VU)», debido a la sobrepesca con redes de arrastre en el lago Mweru.

## Especies
- Campylomormyrus alces (Boulenger, 1920)
- Campylomormyrus bredoi (Poll, 1945)
- Campylomormyrus cassaicus (Poll, 1967)
- Campylomormyrus christyi (Boulenger, 1920)
- Campylomormyrus curvirostris (Boulenger, 1898)
- Campylomormyrus elephas (Boulenger, 1898)
- Campylomormyrus luapulaensis (L. R. David & Poll, 1937)
- Campylomormyrus mirus (Boulenger, 1898)
- Campylomormyrus numenius (Boulenger, 1898)
- Campylomormyrus orycteropus Poll, J. P. Gosse & Orts, 1982
- Campylomormyrus phantasticus (Pellegrin, 1927)
- Campylomormyrus rhynchophorus (Boulenger, 1898)
- Campylomormyrus tamandua (Günther, 1864)
- Campylomormyrus tshokwe (Poll, 1967)